# Fez - Being Born
Fez – Being Born – utwór rockowej grupy U2, pochodzący z wydanego w 2009 albumu No Line On The Horizon. Z początku ta piosenka miała się nazywać Chromium Chords lub Tripoli. Końcowy tytuł powstał ze złożenia nazw dwóch części utworu: spokojniejszej Fez i szybszej Being Born. Nazwa pierwszej części pochodzi od marokańskiej miejscowości, gdzie zespół nagrywał album. Utwór nigdy nie został wykonany na żywo.

## Geneza i kompozycja
Pierwsze wersje tego utworu powstały podczas sesji z Rickiem Rubinem. Partia gitary z pierwszej części utworu (Fez) została skomponowana przez The Edge'a jeszcze w trakcie pracy z zespołem Green Day podczas nagrywania piosenki The Saints Are Coming w 2006 roku.
 Na początku słychać głosy nagrane na targu w Fezie, a następnie Bono kilkukrotnie powtarza "Let me in the sound", czyli wers z Get on Your Boots.

## Interpretacja
Według interpretacji włoskiego dziennikarza Andrei Morandiego tekst stanowi kontynuację wątku rozpoczętego przez Bono w piosence No Line On The Horizon. Występujący w pierwszym utworze z albumu paryski policjant po wcześniej opisanych wydarzeniach decyduje się na ucieczkę do Afryki. W pierwszej zwrotce pojawia się opis drogi:

(...) Bay of Cadiz and ferry home

Atlantic sun, cut glass

African sun, at least
Druga część utworu opisuje narodziny, które są dwojako rozumiane: jako powrót do domu (powtórne narodziny) lub przyjście na świat (stąd Being Born):

(...) I'm being born, a bleeding start

(...) Head first, then foot

Then heart sets sail

Fez - Being Born miało rozpoczynać album, jednak decyzją The Edge'a został przesunięty. Gdyby ta decyzja nie została podjęta, wówczas układ wydarzeń na płycie nie byłby chronologiczny, bowiem najpierw mają miejsce wydarzenia z No Line On The Horizon, a dopiero potem z Fez - Being Born.

## Recenzje
Utwór zebrał opinie zarówno pozytywne, jak i negatywne. Magazyn Teraz Rock nazywa go "jednym z ciekawszych momentów (...) płyty", portal Wirtualna Polska porównuje go do najlepszych piosenek z The Unforgettable Fire. Z kolei recenzja serwisu wiadomości24.pl mówi o zaskakującej aranżacji. Rolling Stone pisze, że jest to "najmniej liniowy kawałek na płycie". Negatywnie o utworze wypowiada się NME, a AllMusic stwierdził, że zespół przedobrzył i pomysł "rozsypał się jak domek z kart"